# 彰化集樂軒
集樂軒，又稱集樂軒，是位於臺灣彰化縣彰化市的曲館，現為彰化縣縣定古蹟。

## 沿革
集樂軒是彰化地區僅次於梨春園的重要北管曲館，其創建者為清朝年間渡海來臺的楊應求，該者曾在彰化縣城創立包括集樂軒、梨春園、月華閣和繹如齋在內的「彰化四大館」，因曾師承關係等因素分成了兩派，即集樂軒為主的「軒派」與梨春園的「園派」，月華閣與繹如齋則被歸為軒派，兩派之間競爭激烈，稱為「軒園咬」。其第三代傳師為江清江。
集樂軒其館舍原址最初位於在彰化慶安宮三川殿，後遷移至慶安宮前，直到昭和九年（1934年）由林綢發起重新改建館舍的計畫，聯合林大江、吳滿、吳聘、黃瀧元等人募資購地興建新建築。
集樂軒於1994年後停止活動，其建築後在2012年11月26日經彰化縣政府公告指定為縣定古蹟，並在2019年開始進行整修，針對大木構件、屋面、內外牆壁體等工項修復，整體工程約在2020年5月竣工，並在同年7月6日再度以「集樂軒」之名重新作為曲館練習集會所用，對外開放民眾參觀。

## 建築設計
集樂軒共有主體建築及廣場構成，正面外觀為典型西方古典樣式牌樓厝，以泥塑、多立克柱式作為裝飾語彙。其中外觀以以洗石子仿西是元素，牌樓刻有「集樂軒」三字。
其內部格局設有拜亭（前步口）、正廳、曲館埕、右後步口、左後步口、倉庫等設施。正體供奉西秦王爺神桌，內部部分彩繪則是由彩匠師陳穎派與其子陳文俊所繪製，目前建築內保存包括碑記、匾額、七音鑼、樂器、戲箱、曲本抄本、樂服等文物。
右後步口與左後步口過去作為曲館老師居住或是處理軒內等辦公事務用處，倉庫則作為擺放表演、北管樂器器具使用。屋架則為了調整屋面高度，大量使用墊木，並使用童柱達到前高後低的結構效果，避碰觸民間禁忌。門外的廣場作為曲館埕使用，在過去用於當地民眾進行集會或是集樂軒練習演戲、龍陣的場所。

## 另見
- 彰化梨春園北管曲藝（彰化縣無形文化資產）
- 彰化梨春園曲館（彰化縣歷史建築）
- 北港集雅軒曲館（雲林縣縣定古蹟）

## 外部連結
- 彰化集樂軒的Facebook專頁
- 彰化集樂軒 - 文化部iCulture （页面存档备份，存于）